# Parameterruimte
In de wiskunde en de natuurwetenschap is een parameterruimte de verzameling van de waarden van parameters, die men in een bepaald wiskundig model tegenkomt.
Vaak zijn de parameters inputs voor een functie, in welk geval de technische term voor parameterruimte het domein van een functie is.